# Maria Anna Gabriele von Blarer
Maria Anna Gabriele von Blarer (* 1764 in Schliengen, Deutschland; † 1839 in Aesch BL, Schweiz) gilt mit ihren überlieferten Briefen als Zeitzeugin der Basler Kantonstrennung.

## Biografie

### Werdegang
Maria Anna Gabriele von Blarer wurde als Tochter von Karl Joseph von Rotberg und Maria Carolina Elisabeth von Andlau geboren. Sie verbrachte ihre Jugend in Bamlach bei Bad Bellingen und wurde im Ursulinenkloster in Pruntrut unterrichtet. Sie war römisch-katholisch. Mit 22 Jahren heiratete 1786 sie Jakob Christoph von Blarer, den Bruder des Vogts von Pfeffingen.
Die Familie zog 1792 von Pfeffingen BL nach Aesch, wo sie zwei Jahre blieben, dann zogen sie nach Basel, um 1798 wieder nach Aesch ins Blarer-Schloss zurückzukehren. Der Grund für die vielen Wohnortswechsel war der Zusammenbruch des fürstbischöflichen Staates, für den Jakob Christoph von Blarer als Oberstallmeister in fürstlichen Diensten arbeitete. Das Ehepaar hatte neun Kinder.

### Französische Revolution
1783 vermachte Franz Joseph Wilhelm Blarer von Wartensee seinem Bruder Jakob Christoph von Blarer das Familiengut, zu dem Landstücke mit Wald, Rebbergen und Mühlen gehörten. Während der französischen Revolution wurden der Familie die Reichtümer weggenommen. 1804 starb Maria von Blarer-Rotbergs Mann und sie war von da an verantwortlich für die Verwaltung des Familienvermögens. Ausserdem leitete sie die Korrespondenz und Prozesse um das Familiengut mit den französischen Besatzern. Nach jahrelangen Rechtshändeln gewann sie die Ländereien zurück und verflüssigte sie in Kapital.

### Basler Kantonstrennung
Als 1830 die Wirren um die Basler Kantonstrennung ausbrachen, kam auch Maria von Blarer in Konflikt mit den Behörden. Ihr Sohn Anton von Blarer und seine Brüder wurden von Maria von Blarer auf Kadettenschulen und Universitäten im Ausland geschickt, entsprechend der eher bürgerlichen Zeiten. So hatten Anton von Blarer und seine Brüder kaum etwas zu verlieren, was auch ein Grund für ihren Einsatz als führende Politiker bei den Aufständen gewesen sein mochte. Anton von Blarer war Anwalt und Mitglied der provisorischen Regierung von Baselland, gehörte also zu den führenden Baselbieter Aufständischen.
Neun Tage nach der Gründung der provisorischen Regierung wurde Liestal am 16. Januar 1831 durch die Basler Truppen von der städtischen Obrigkeit besetzt und die Regierung flüchtete. Anton von Blarer stand im Briefkontakt mit seiner Mutter. In den drei überlieferten Briefen aus 1831, verfasst in französischer Sprache, tauschten Mutter und Sohn Informationen aus. Anton von Blarer schrieb seiner Mutter von den neusten Entwicklungen und sie teilte ihm die Vermutungen und Gerüchte ihrer Quellen mit, wie zum Beispiel Angaben zu Kontaktpersonen oder von Hausdurchsuchungen. Maria von Blarer unterstützte ihren Sohn auch materiell mit Kleidung oder der Übermittlung von Schmuckstücken. Zu dieser Zeit war Maria von Blarer 67 Jahre alt. Sie warnte ihren Sohn zur Vorsicht vor Verrätern und vor Leuten, die ihren Feinden sehr nahe standen, in der Stadt, in der er sich aufhielt. Maria von Blarer schrieb nicht, in welcher Stadt das war, doch es ist belegt, dass sich ein grosser Teil der provisorischen Regierung in Aarau zusammengefunden hatte. Sie schrieb einen Teil der Briefe mit Milch, weil sie auch der Post nicht traute. Denn Maria Anna Gabriele hatte Beweise, dass die Post die Briefe öffnete. Maria von Blarer riet ihrem Sohn, ins Elsass zu gehen, nahm ihm aber das Versprechen ab, wiederzukommen.
Daher versteckte sich Anton von Blarer vor den Inspektionen in Ferrette (Frankreich), bei seiner jüngsten Schwester Franziska von Klöckler-von Blarer. 1833 war die Kantonstrennung schliesslich abgeschlossen und eine souveräne Regierung löste die provisorische ab. Maria Anna Gabriele von Blarer hinterliess keine weiteren Memoiren als die drei erhaltenen Briefe an ihre Söhne.